# Rani Vincke
Rani Vincke (* 1. März 2000) ist eine belgische Leichtathletin, die sich auf den Sprint spezialisiert hat.

## Sportliche Laufbahn
Erste internationale Erfahrungen sammelte Rani Vincke im Jahr 2019, als sie bei den U20-Europameisterschaften in Borås mit der belgischen 4-mal-100-Meter-Staffel im Vorlauf disqualifiziert wurde, wie auch bei den U23-Europameisterschaften 2021 in Tallinn. Im Jahr darauf belegte sie bei den Europameisterschaften in München in 43,98 s den sechsten Platz und 2023 wurde sie bei der 1. Liga der Team-Europameisterschaft im Rahmen der Europaspiele in Chorzów in 43,84 s Vierte im B-Lauf über 4-mal 100 Meter. Bei den World Athletics Relays 2024 auf den Bahamas verpasste sie mit der 4-mal-100-Meter-Staffel eine Direktqualifikation für die Olympischen Sommerspiele in Paris. Dennoch konnte die Staffel über die Weltrangliste bei den Spielen starten und wurde dort im Vorlauf wegen eines Wechselfehlers disqualifiziert. Zuvor belegte sie bei den Europameisterschaften in Rom in 43,48 s den sechsten Platz.

## Persönliche Bestzeiten
- 100 Meter: 11,45 s (+0,3 m/s), 29. Juni 2024 in Brüssel
  - 60 Meter (Halle): 7,34 s, 24. Februar 2023 in Gent
- 200 Meter: 23,41 s (0,0 m/s), 20. Juli 2024 in Ninove